# モニエル・モニエル＝ウィリアムズ
サー・モニエル・モニエル＝ウィリアムズ（Monier Monier-Williams、1819年11月12日 - 1899年4月11日）は、イギリスの東洋学者、インド学者で、オックスフォード大学の第2代サンスクリット教授。モニエルのサンスクリット辞典は現在も広く使われている。

## 経歴
モニエル＝ウィリアムズは、イギリス東インド会社のボンベイ州(英語)の測量主任であったモニエル・ウィリアムズの三男としてボンベイに生まれた。本来の姓はウィリアムズだったが、のちインド帝国勲章の叙勲の際にモニエルを加えた。
1822年にイギリスに引越し、1837年にオックスフォード大学ベリオール・カレッジに入学を許されたが、1839年にインドで文官として働くことになったため、いったんオックスフォードを去って東インド会社カレッジに入り、翌年卒業した。ところが当時第一次アフガン戦争で弟が戦死し、母がモニエルのインド行きに反対したため、オックスフォードに復学した。ベリオール・カレッジが定員に達していたため、ユニバーシティ・カレッジに入った。そこでオックスフォードの初代サンスクリット教授(Boden Professor of Sanskrit)のウィルソンにサンスクリットを学んだ。
1844年にオックスフォードを卒業して、東インド会社カレッジでサンスクリット・ペルシア語・ヒンドゥスターニー語を教えた。1858年にインドの統治がイギリス国王の手に移って東インド会社カレッジが閉校になるとチェルトナム大学に移った。
1860年にウィルソンが没すると、後任の座をフリードリヒ・マックス・ミュラーと争って勝ち取り、オックスフォードの第2代サンスクリット教授に就任した。その後はオックスフォードのインド研究所設立に尽力し、1883年に設立された。健康を害して1887年に大学の仕事から離れ、その後は冬を南フランスで過ごした。1899年にカンヌで没した。

## 受賞・栄典
- 1886年　インド帝国勲章のナイト。
- 1889年　ナイト・コマンダー(K.C.I.E.)に叙勲[5]。

## 主な著書
- Śakuntalá; or, Śakuntalá recognized by the ring, A Sanskrit Drama in Seven Acts. Hertford: Stephen Austin. (1853)（シャクンタラーの本文と訳注）
- Śakoontalá; or, the lost ring (4th ed.). London: William H. Allen & Co. (1872) [1856]（シャクンタラーの韻文と散文による翻訳）
- A Practical Grammar of the Sanskrit Language (2nd ed.). Oxford: University Press. (1857)（実用サンスクリット文法）
- Nalopákhyánam. Story of Nala, an Episode of the Mahá-Bhárata. Oxford: Clarendon Press. (1860)（ナラ王物語、梵英対訳）
- A Sanskrit-English Dictionary. Oxford: Clarendon Press. (1872)（サンスクリット辞典）
- Indian Wisdom (2nd ed.). London: William H. Allen & Co. (1875)（インドの智慧）

ほかにインドの宗教に関する啓蒙的な書物がある。